# Micromelum falcatum
Micromelum falcatum är en vinruteväxtart som först beskrevs av João de Loureiro, och fick sitt nu gällande namn av Tyôzaburô Tanaka. Micromelum falcatum ingår i släktet Micromelum och familjen vinruteväxter. Inga underarter finns listade i Catalogue of Life.